# Adolf Loos
(Adolf Loos, Ornamento e delitto)
Adolf Loos (Brno, 10 dicembre 1870 – Kalksburg, 23 agosto 1933) è stato un architetto cecoslovacco, a seguito della sua scelta dopo la dissoluzione dell'Impero austro-ungarico, sebbene spesso indicato come austriaco. Loos è considerato uno dei pionieri dell'architettura moderna.

## Biografia
Figlio di uno scultore, dal 1885 Loos studia alla Scuola di Arti e Mestieri di Reichenberg, quindi al Politecnico di Dresda. Nel 1892 si reca negli Stati Uniti, passando da Filadelfia a New York, dove per vivere fa i lavori più disparati, dal lavapiatti al muratore, dal disegnatore per un cantiere edile al cronista. Qui incontra la comunità calvinista puritana degli Shakers, dai quali troverà ispirazione per i suoi ragionamenti futuri. Per gli Shakers, infatti, costretti a costruire ogni utensile ed arredo da soli, la semplicità delle forme era necessaria; ogni decorazione veniva vista come un manifestarsi del demonio. Visita nel 1893 l'esposizione internazionale di Chicago, entusiasmandosi per l'architettura statunitense, in particolar modo di Louis Sullivan.
Nel 1896, dopo una breve permanenza a Londra, si stabilisce a Vienna. Diventa amico di alcuni dei protagonisti delle avanguardie artistiche europee (il giornalista, scrittore e intellettuale Karl Kraus, il musicista Arnold Schönberg, il poeta Peter Altenberg, e molti altri). Aderisce inizialmente alla Secessione, per lasciarla però già nel 1898, poiché da lui considerata la rappresentazione di un gusto ormai superato rispetto alla realtà contemporanea; la rottura col gruppo (e in particolare con Josef Hoffmann) segue comunque al mancato ottenimento di un incarico progettuale per l'arredamento del Palazzo della Secessione.
Loos dichiara esplicitamente il suo amore per l'architettura e la cultura angloamericana fondando nel 1903 una rivista, di cui usciranno due soli numeri, dal titolo Das Andere (L'altro), fautrice dell'introduzione di quella cultura in Austria.
Nel 1928 Loos fu travolto da uno scandalo di pedofilia. Aveva infatti ingaggiato ragazzine provenienti da famiglie indigenti, fra gli 8 e i 10 anni, per lavorare come modelle nel suo studio. I capi d'accusa indicavano che Loos aveva costretto le giovanissime modelle a partecipare ad atti sessuali e fu ritenuto parzialmente colpevole dalla corte.
In materia di definizioni, Loos è perentorio: l'architettura è diretta espressione della cultura dei popoli; di qui, il bisogno morale di eliminare ogni ornamento di stile, che rappresenta la mancanza del passato.

## I suoi scritti
Nel 1900 pubblica Parole nel vuoto (Ins Leere gesprochen) in cui attacca la Secessione viennese nel momento di massima espansione.
Nel 1908 pubblica Ornamento e Delitto (Ornament und Verbrechen), un brevissimo saggio in cui approfondiva i temi della sua polemica con gli artisti della Secessione viennese, ed esponeva una sua teoria in cui si privilegia l'utilità della produzione di oggetti di forma semplice e funzionale. Anche grazie a questo scritto, Loos verrà in seguito considerato uno dei fondatori del Razionalismo europeo e, in genere, del gusto architettonico moderno.
Nel 1931 pubblica Nonostante Tutto (Trotzdem), contenente tutti gli scritti da lui pubblicati dal 1900 al 1931, compresi i due numeri della sua rivista Das Andere e il famoso saggio Ornamento e Delitto.

## Opere principali

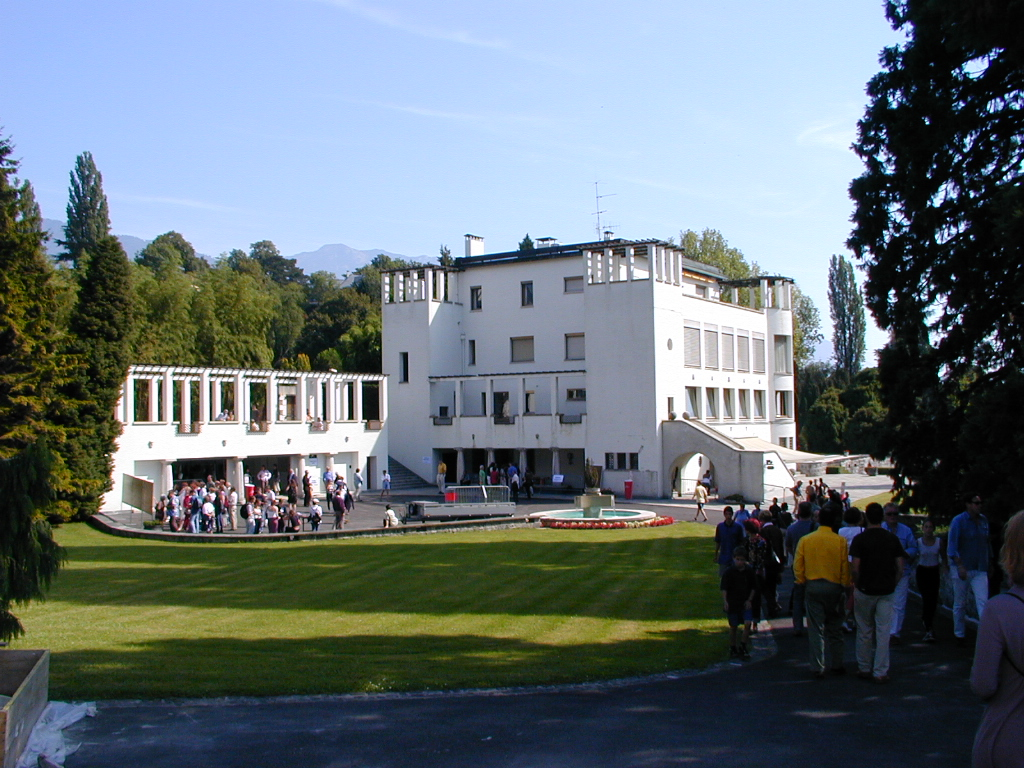
Villa Karma a Montreux

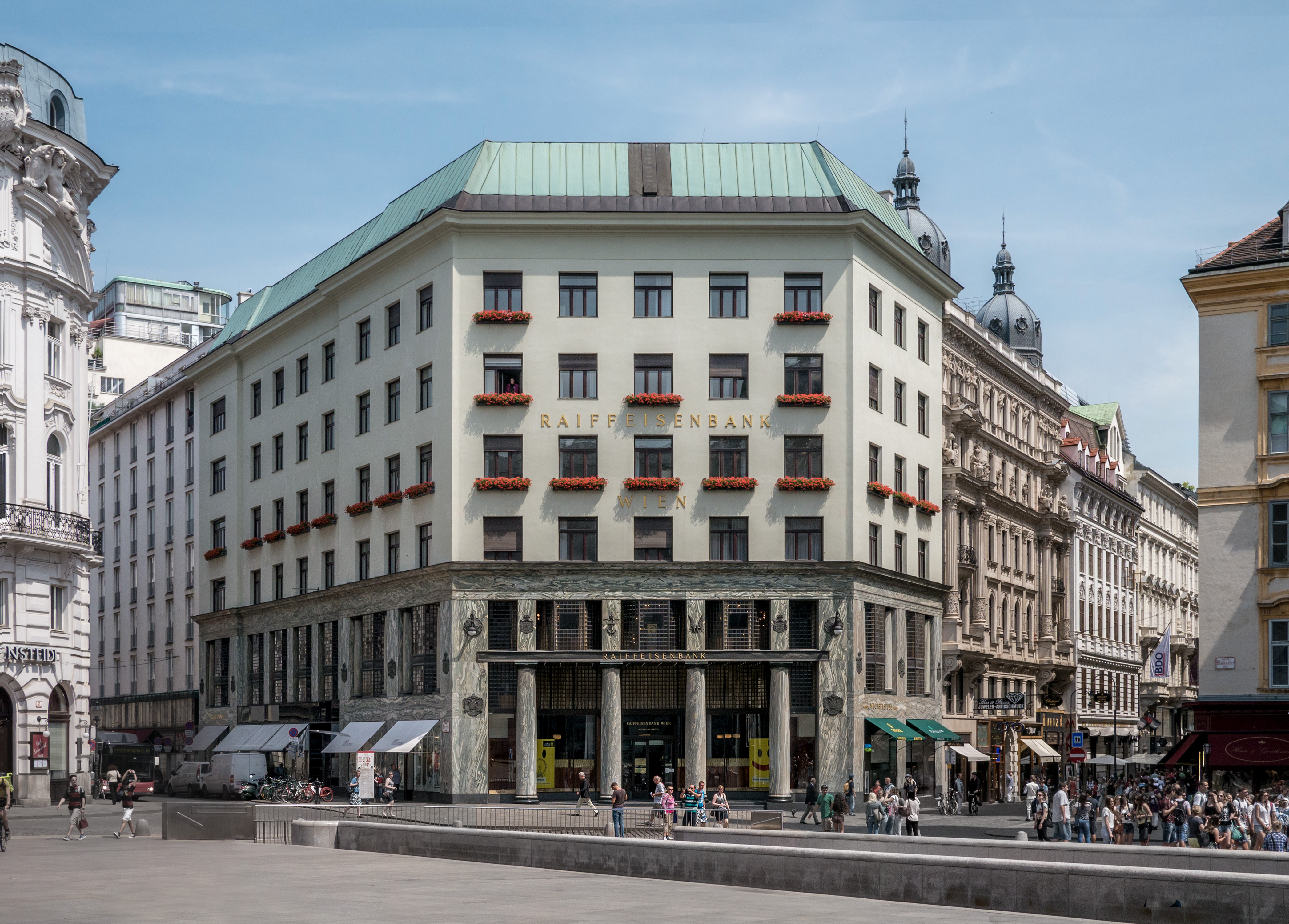
Looshaus in Michaelerplatz, Vienna.

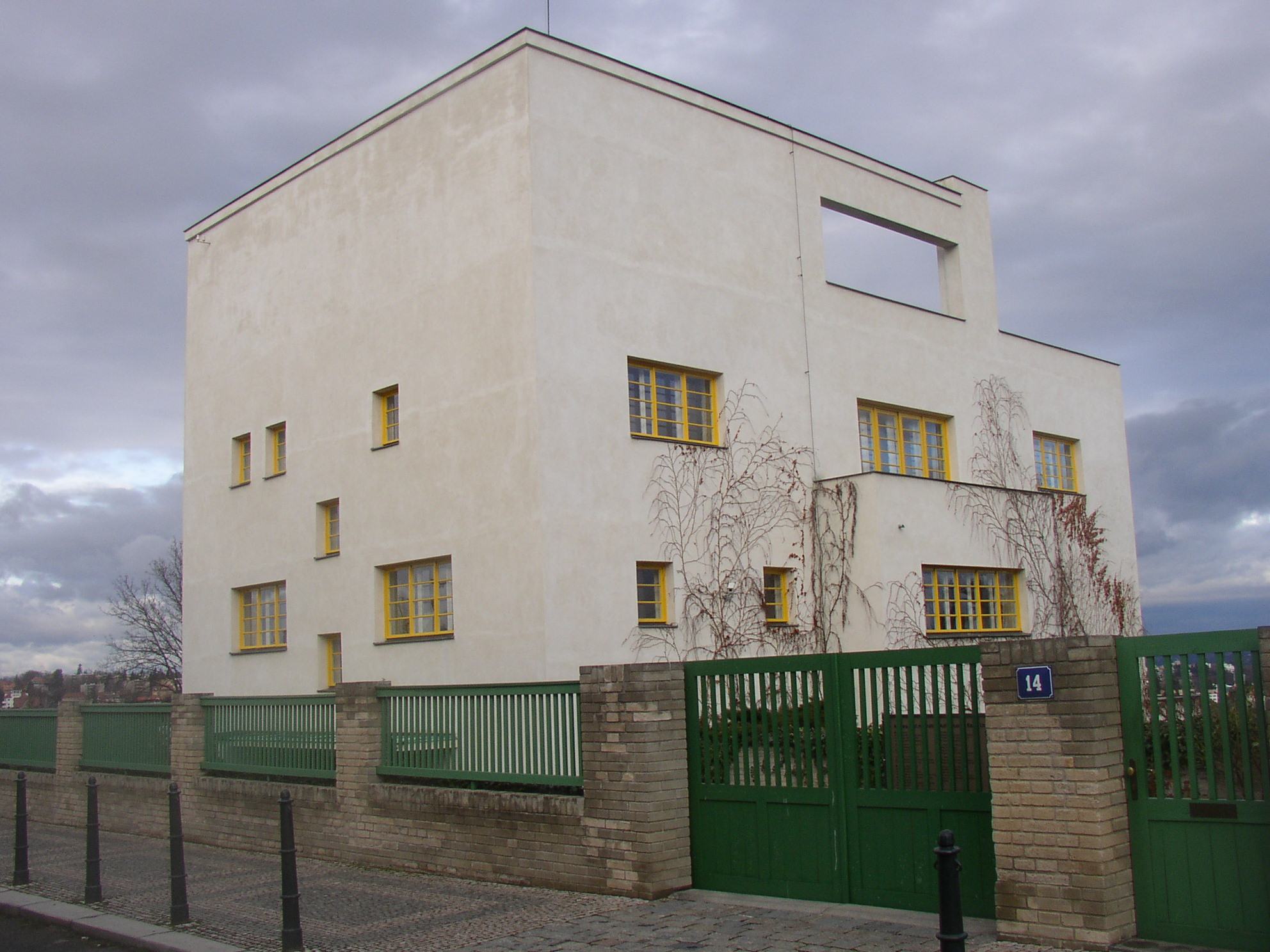
Villa Müller a Praga.

Il suo primo progetto risale al 1903: la ristrutturazione di Villa Karma situata a Montreux e caratterizzata dall'estrema semplificazione delle superfici e dal rigoroso studio volumetrico. È chiaramente ispirata allo stile e al pensiero di Otto Wagner, e ne sono una dimostrazione l'impianto parzialmente simmetrico, l'uso di superfici ampie di coperture nette, che si contrappongono all'ordine dorico che segna l'ingresso principale. L'uso dell'intonaco bianco, però, abolisce il consueto contrappunto cromatico e ripristina le tradizionali determinazioni volumetriche, rendendo questa architettura più corposa, ma sensibilmente meno ricercata dei modelli wagneriani. I lavori furono in un primo momento bloccati dalle forze dell'ordine a seguito delle proteste di alcuni cittadini per la bruttezza dell'edificio, ritenuto troppo spoglio:
Nel 1910 l'architetto realizza la Villa Steiner e la casa sul Michaelerplatz a Vienna chiamata "(das) Haus ohne Augenbrauen", (casa priva di sopracciglia) per lo stile pulito e privo di ornamenti. Nel 1912 disegna la Casa Scheu, anch'essa situata a Vienna, una delle prime a utilizzare una copertura piana a terrazza. Nella progettazione di queste case Loos inventa il Raumplan, una soluzione spaziale nella quale gli ambienti hanno altezze diverse a seconda della funzione e l'incastro tra i vari volumi comporta quindi vari dislivelli. Le Corbusier riprenderà questa idea in alcune delle sue più celebri architetture.
Nel 1922 Loos viene nominato dirigente dell'ufficio per i nuovi insediamenti periferici del Comune di Vienna, carica che manterrà per breve tempo, ma che lo porterà alla progettazione di alcune case popolari, un soggetto che fino ad allora non aveva approfondito. Tale tema viene affrontato in un'ottica sostanzialmente diversa rispetto a quella del Razionalismo; infatti, le case progettate da Loos erano pensate in modo da essere autocostruibili e da poter risultare esse stesse fonte di contributo alla vita quotidiana dei propri abitanti (ad esempio con orti per la coltivazione delle verdure, ecc.).
L'opportunità di poter ottenere incarichi progettuali da parte di personaggi legati al mondo dell'arte e della vita culturale parigina spinge Loos a trasferirsi in questa città. Tuttavia, se molti artisti gli chiederanno consulenze e consigli, riuscirà a sviluppare fino alla costruzione soltanto la casa per Tristan Tzara a Montmartre, mentre quella per Joséphine Baker rimarrà allo stato di progetto. In questi due progetti l'esperienza del Raumplan viene approfondita, premessa necessaria che vedrà il suo massimo compimento nelle ville Moller a Vienna e Müller a Praga.
Nell'ambito dei progetti non realizzati, sicuramente importante per la comprensione dell'opera di Loos è il progetto di concorso per la sede del Chicago Tribune. Esso è infatti caratterizzato da un grattacielo costituito da una colonna dorica nelle sue parti caratterizzanti (fusto e capitello) che poggiano su un grande basamento, il tutto realizzato in marmo nero. Una riproduzione della colonna loosiana fu esposta a Venezia nel 1980 ai tempi della nascita dell'architettura postmoderna, della quale Loos può curiosamente essere considerato un precursore.
Bisogna considerare che l'argomento fondamentale di Loos contro l'utilizzo dell'ornamento si basava non solo sul dispendio di tempo e di materiale provocato dalla decorazione, né era per lui una caratteristica puramente formale. Secondo l'architetto l'ornamento era una forma di schiavitù della pratica, esercitata dal disegnatore sull'artigiano per mettere in scena la nostalgia del passato che occulta le vere forme della modernità. Ciò può essere compreso meglio citando il modo in cui l'autore giustificava la decorazione delle sue calzature su misura, che avrebbe preferito lisce:
Quanto all'essere un precursore dei moderni, esistono posizioni contrastanti. Ne ha scritto Andrea Bonavoglia:

## Opere tradotte in italiano
- Adolf Loos, Parole nel vuoto, trad. di Sonia Gessner, Adelphi, Milano, 1972
- Adolf Loos, La civiltà occidentale: "Das Andere" e altri scritti, introduzione di Aldo Rossi, Zanichelli, Bologna, 1985
- Adolf Loos, Come ci si veste, trad. di Ludovica Vigevano, Skira, Milano, 2016

## Mostre
- "Adolf Loos - Exposition Du Cinquantenaire" (Mostra nel 50º anniversario della morte) (23.02. – 16.04.1983) Paris (Istituto Francese di Architettura con l'Istituto di Cultura Austriaco, Parigi) Ancienne Galerie, 6, rue du Tournon, 75006 Paris[10]
- "Gründerzeit: Adolf Loos" (11.04.1987 – 21.06.1987) Städtische Galerie der Stadt Karlsruhe, Karlsruhe, Germania[11]
- Adolf Loos „Private Spaces“ (14.12.2017 – 25.02.2018) Museu del Dessiny de Barcelona, Spagna[12]
- Adolf Loos „Private Spaces“ (28.03.2018-24-06.2018) Caixa Forum Madrid, Spagna[12]
- „Loos2021“ (25.9.2020 – 30.5.2021) Sale Loos della Biblioteca di Vienna, (ex appartamento Boskovits) Bartensteingasse 9/5, 1010 Wien, Austria[13]

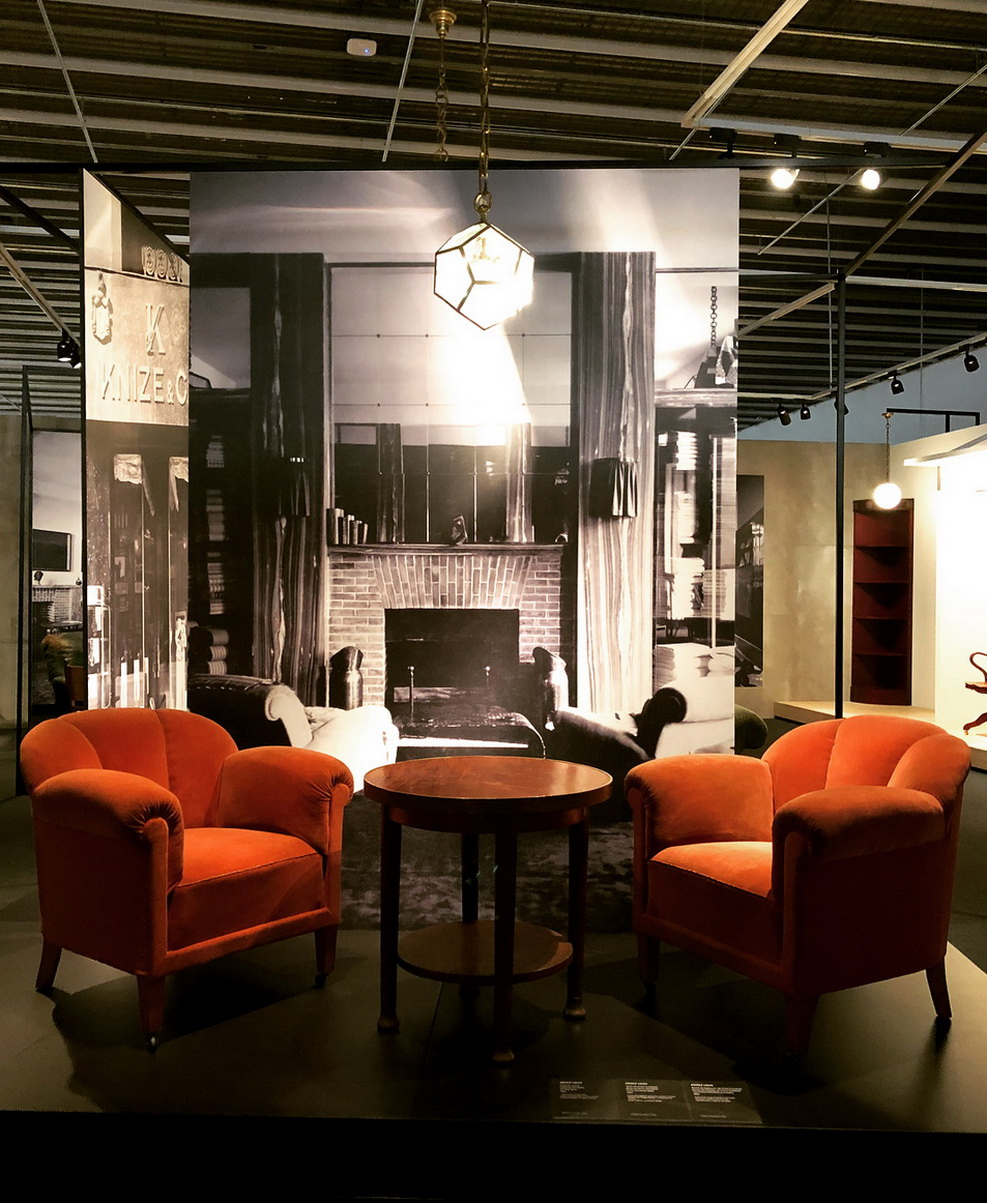
Mobili Knize, filiale di Karlovy Vary Barcelona, Madrid 2017 2018
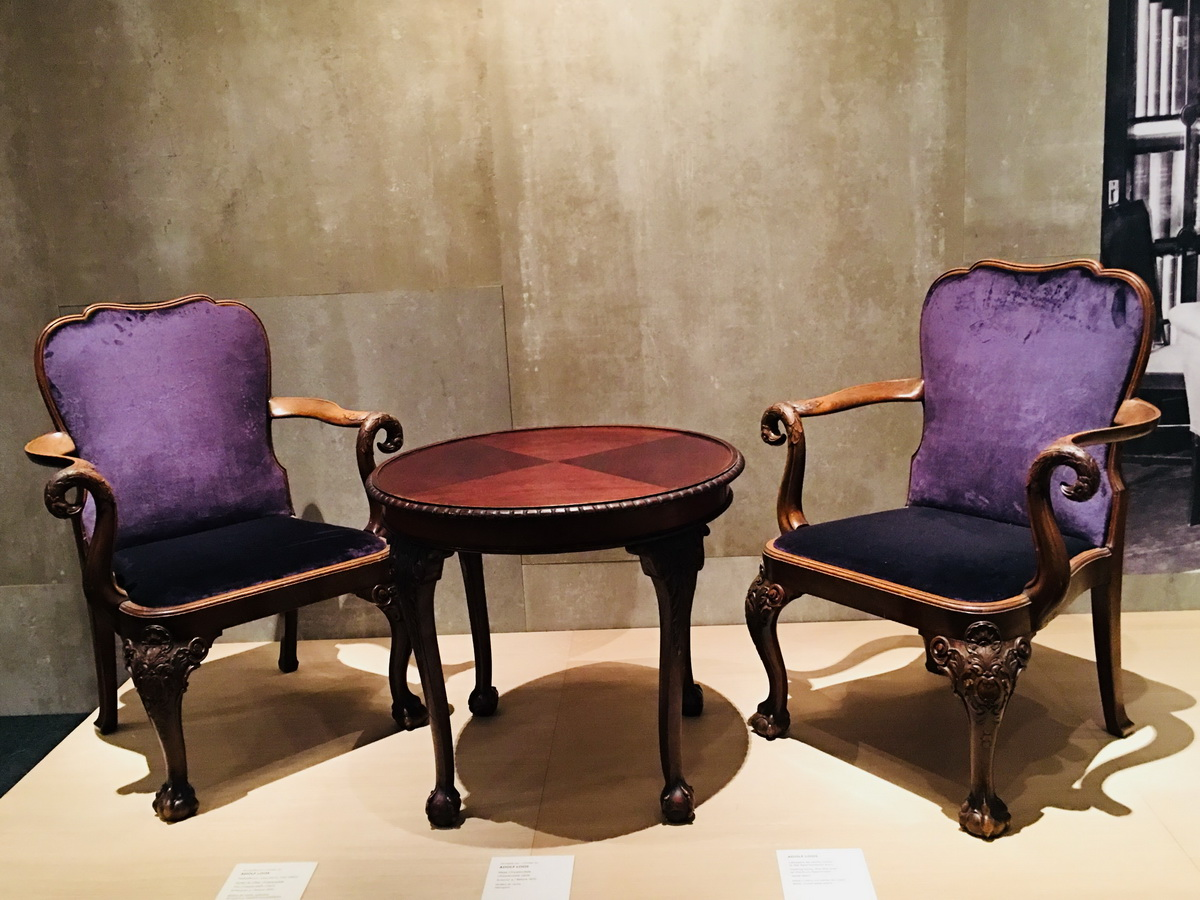
Mobili "Casa Duschnitz 1915" Barcelona, Madrid 2017 2018
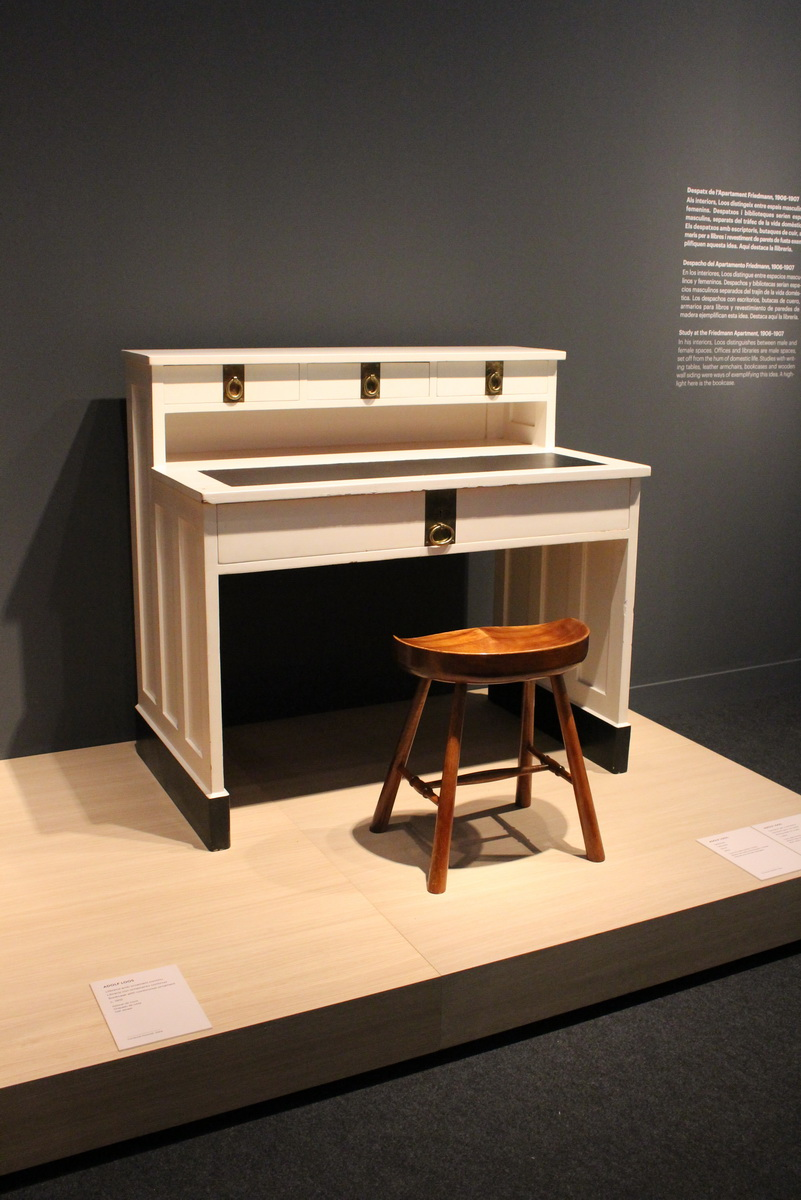
Scrivania Adolf Loos 1904 Barcelona, Madrid 2017 2018
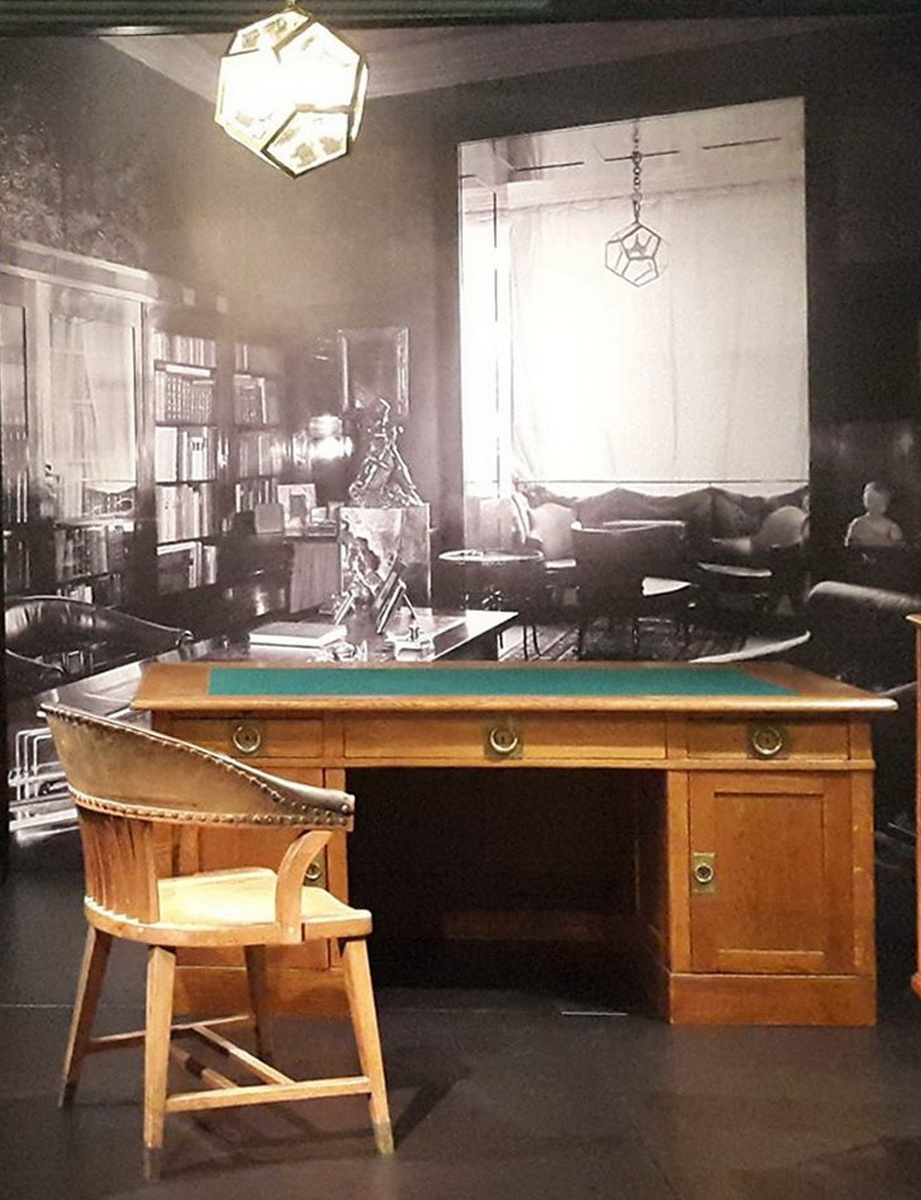
Scrivania "Casa Friedmann 1907" Barcelona, Madrid 2017 2018
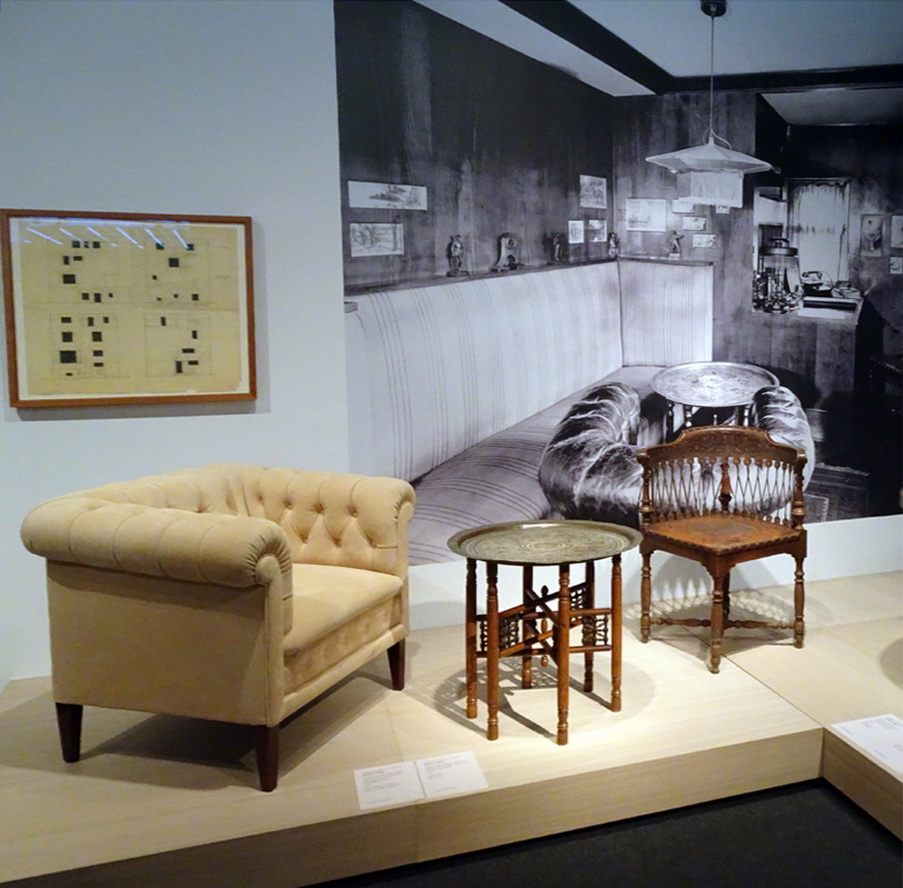
Mobili "Casa Rufer 1922" Barcelona, Madrid 2017 2018
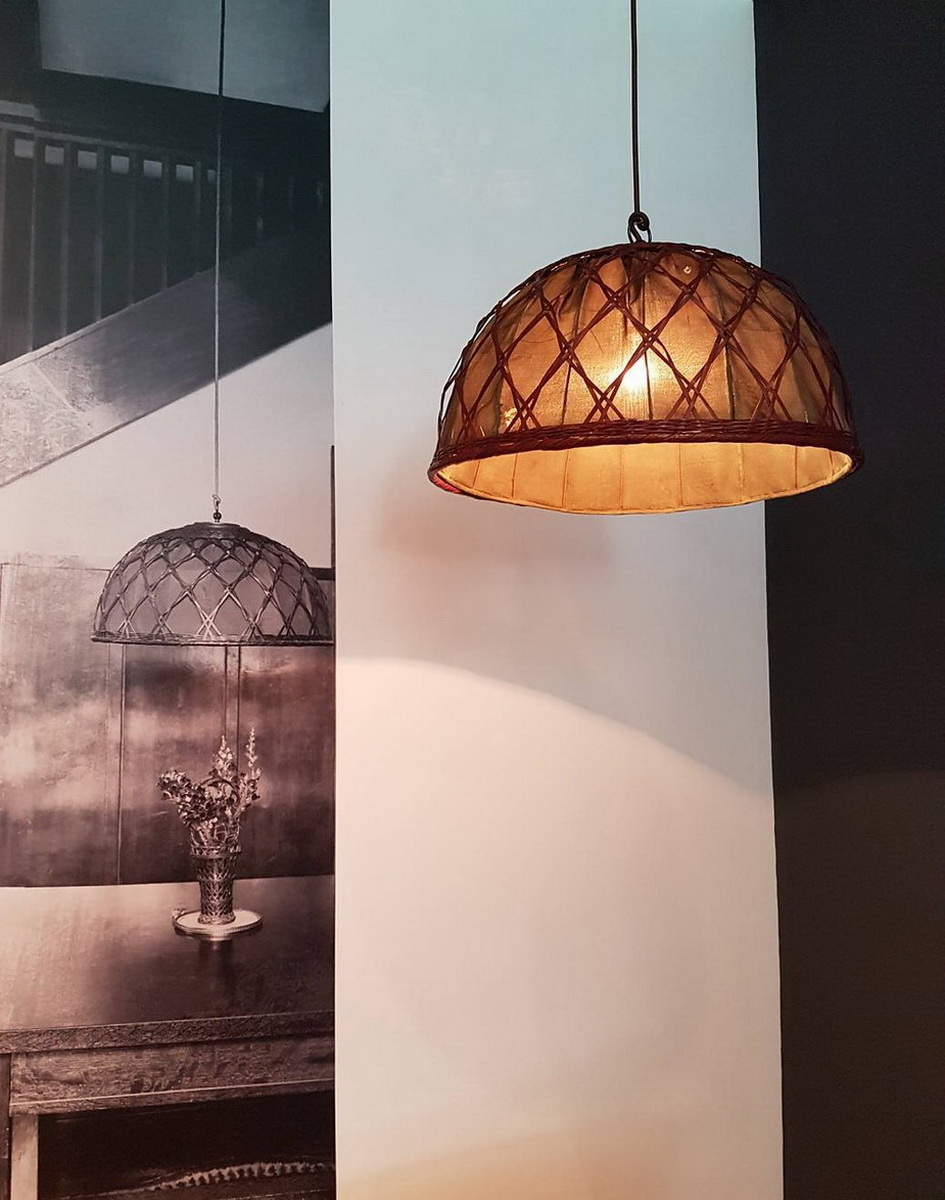
Vista Interna "Casa Steiner 1910" Barcelona, Madrid 2017 2018
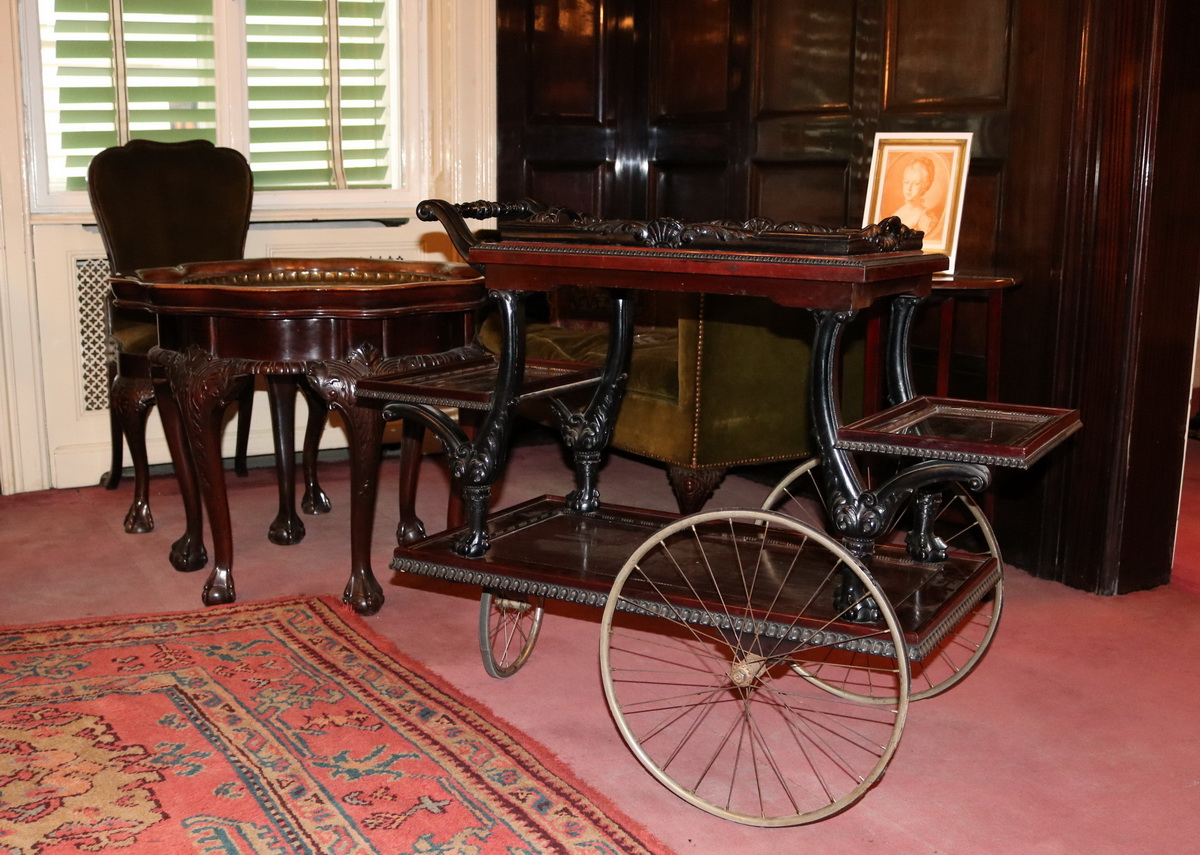
Mobili "Boskovits Piatto" (Loos2021, Sale Loos)